# 몬테네그로 요리

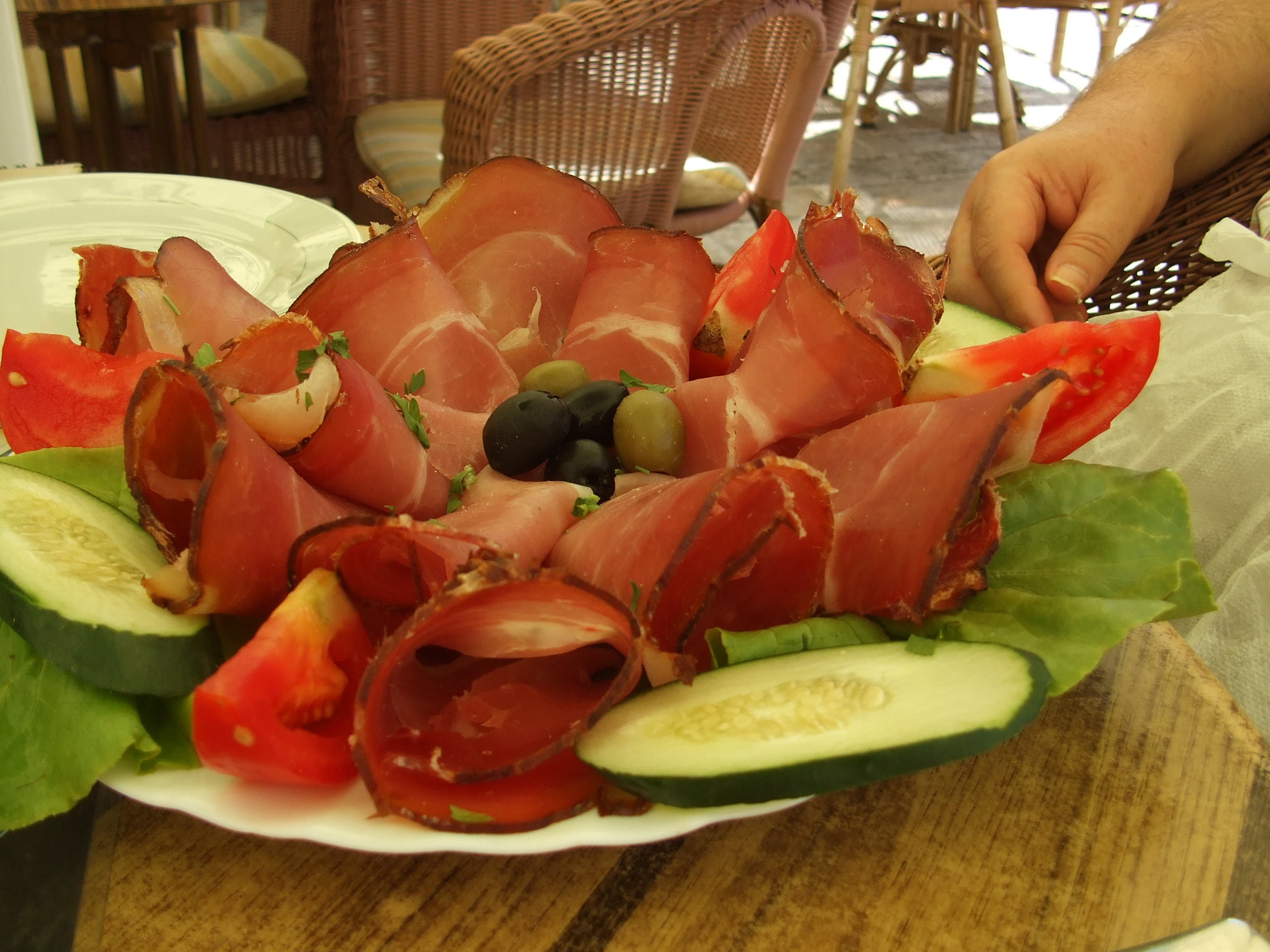
네구시 햄

몬테네그로 요리(Montenegro 料理, 몬테네그로어: crnogorska kuhinja, црногорска кухиња 츠르노고르스카 쿠히냐)는 동남유럽 발칸반도에 있는 몬테네그로의 요리이다. 오랜 역사와 지리적인 위치의 특성을 반영하고 있다.
해안가를 끼고 있기 때문에 아드리아해에서 나는 풍부한 해산물을 많이 섭취하며 빵의 경우에는 이탈리아 요리법과 유사하다. 고기는 말리거나 양념을 해서 먹으며 치즈, 포도주를 많이 소비한다. 수프나 스튜 스타일도 많이 먹는다.
세르비아, 터키의 영향을 많이 받아 필라프, 피타, 케밥, 사르마 등이 존재하며 터키식 제과류도 상당히 많다. 헝가리 요리로는 굴라시, 사타르쉬 등이 있다.
크로아티아 문화의 영향은 가장 최근에 일어났으나 상당히 적으며 크레페나 도넛, 잼 등이 형태가 유사하다. 빵의 경우에는 빈의 제과 방식을 많이 따르고 있다.
해안과 북부 고지대에 따라 그 형태가 아주 다르며 해안지대는 지중해식 식단을 고수하고 있다.

## 요리

### 안티파스토
안티파스토라는 것은 이탈리아식 요리로서 식사 전에 간단히 먹거나 요기를 하는 샐러드의 일종이다. 손님을 초대하면 꼭 내놓는 음식이다.
- 네구시 햄(세르비아어: Njeguška pršuta) - 몬테네그로의 프로슈트
- 카차토레(Cacciatore)
- 카스트라디나 : 양고기 구이요리
- 플레블로(세르비아어: Pljevaljski) 치즈

### 빵
몬테네그로에서는 가정에서 빵을 만들어 먹는 것이 흔한 편이며 이탈리아식과 많이 흡사하다. 대개는 보리빵, 귀리빵, 밀가루로 만든 빵이 대부분이다.

## 같이 보기
- 슬라브 요리
- 유럽 요리
- 지중해 요리